# Carol al VI-lea al Franței
Carol al VI-lea (n. 3 decembrie 1368, Paris, Regatul Franței – d. 21 octombrie 1422, Paris, Regatul Franței) a fost rege al Franței din 1380 până în 1422 și membru al Casei de Valois. A fost cunoscut sub numele de Carol cel Mult-Iubit (în franceză le Bien-Aimé) și mai târziu drept Carol Nebunul (franceză le Fol sau le Fou). Crizele lui de nebunie au început în 1392 și au dus la certuri în familia regală franceză, lucru exploatat de puterile vecine Anglia și Burgundia. Până la sfârșitul domniei sale o mare parte din Franța, a fost sub ocupație străină.

## Primii ani

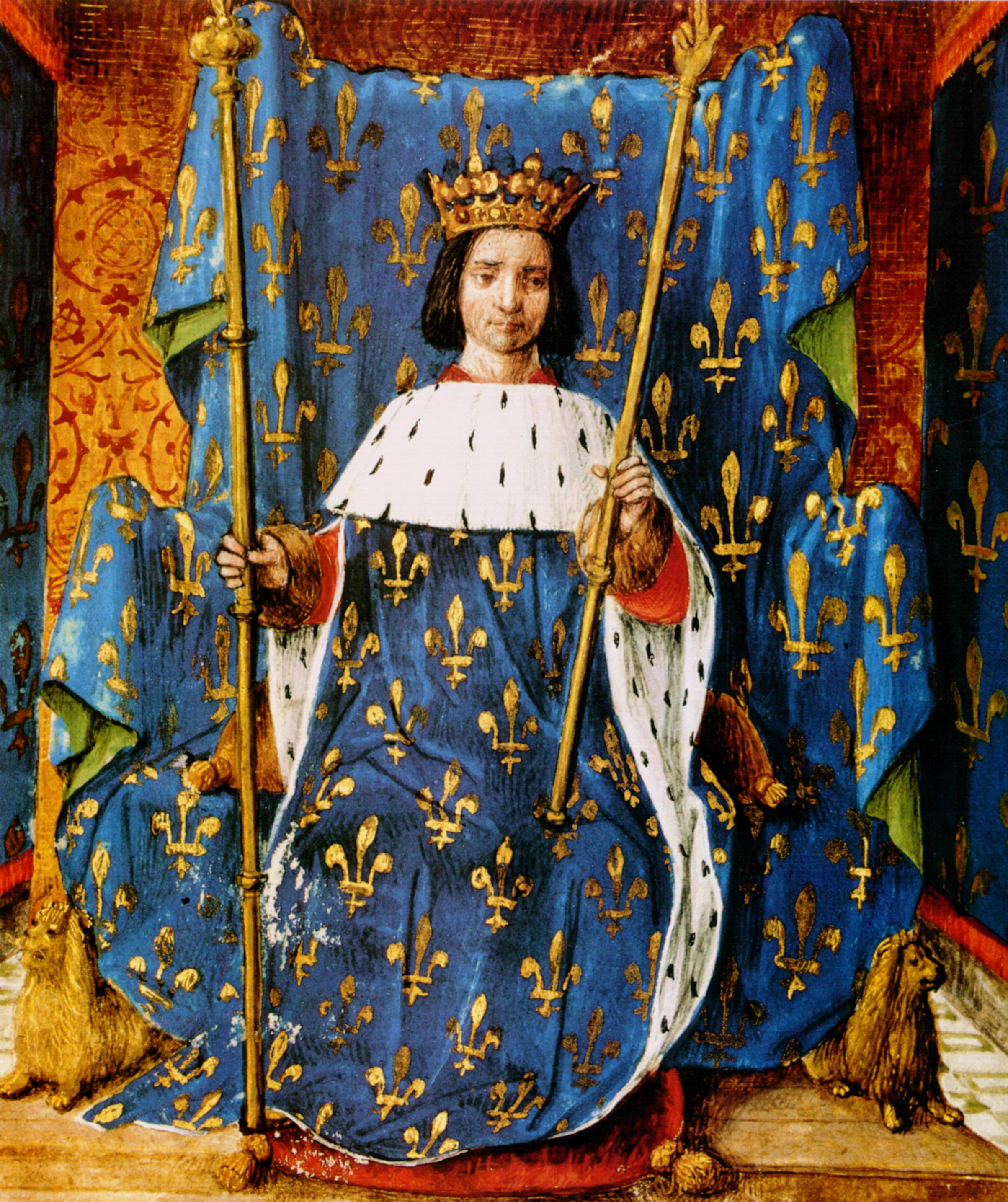
Carol al VI-lea pe tron

S-a născut la Paris ca fiu al lui Carol al V-lea al Franței și al Ioanei de Bourbon. La vârsta de 11 ani a fost încoronat ca rege al Franței în 1380 la Catedrala de la Reims. Mama lui murise la 6 februarie 1378, așa că regența trebuia încredințată unuia dintre unchii săi. În cele din urmă a avut loc guvernarea "seniorilor florii de crin", adică a celor trei unchi din partea tatălui: Ducele de Anjou, Ducele de Burgundia și Ducele de Berry, precum și a unchiului din partea mamei, Ducele de Bourbon.
Răscoale izbucnesc în întreaga Franță dintre care cea mai gravă a fost cea a Ciocănarilor (les Maillotins) din Paris, în martie 1382. Unchii regelui se îngrijesc mai mult de interese personale decât de treburile regatului. Comunele flamande se revoltă împotriva contelui care nu este altul decât socrul unuia dintre regenții Franței, Filip cel Îndrăzneț. În bătălia de la Roosebeke (27 noiembrie 1382) flamanzii sunt zdrobiți. În 1384 moare Ludovic de Anjou învins în Italia și de atunci adevăratul conducător al Franței a fost Filip cel Îndrăzneț.
Tot el negociază în 1385 căsătoria dintre Carol și Isabela de Bavaria.

## Domnie

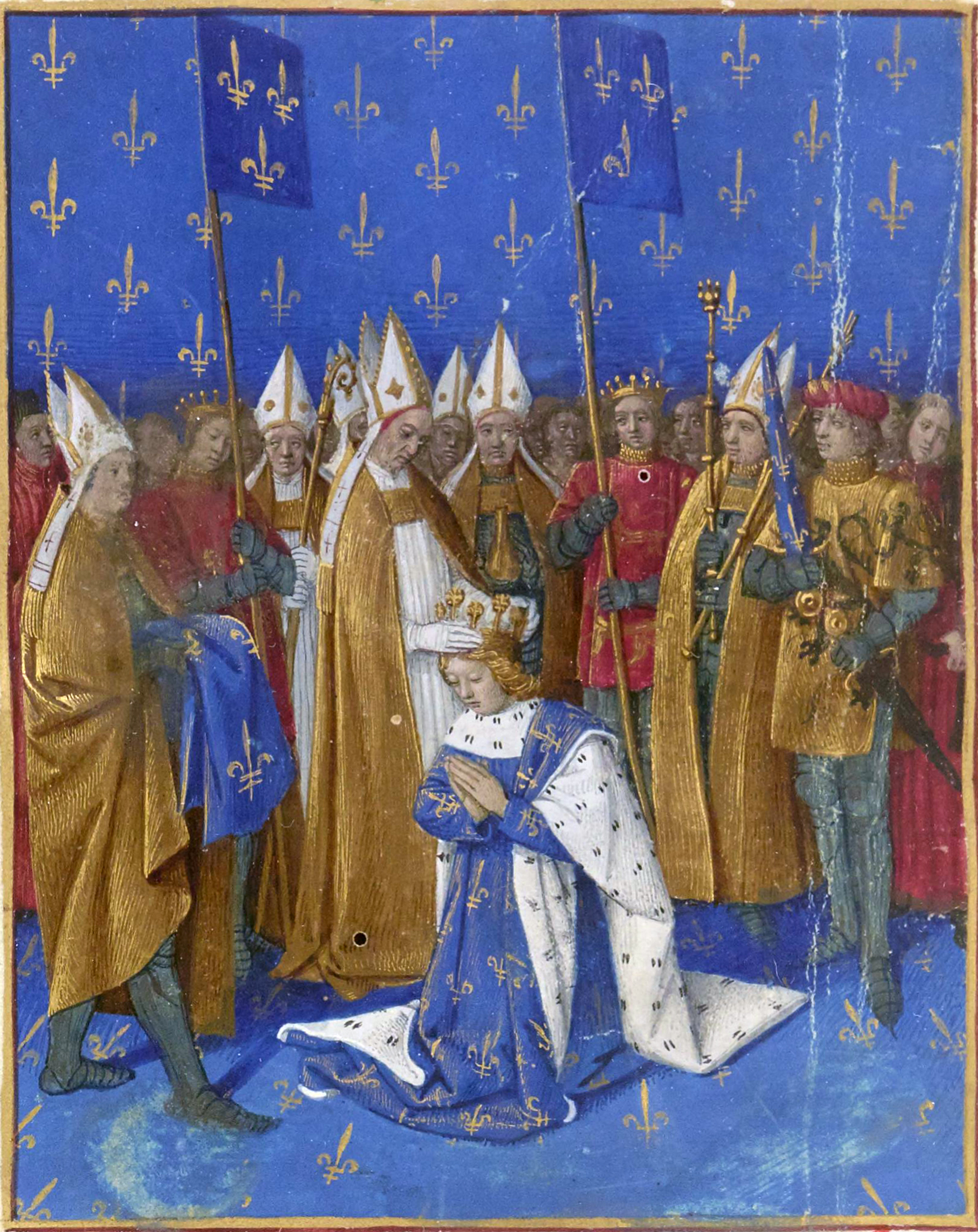
Încoronarea lui Carol al VI-lea

La 3 noiembrie 1388, regele care era major de câțiva ani, mulțumește unchilor săi pentru îndrumare și declară că preia frâiele guvernării. Carol era un tânăr nevolnic, șovăitor, pentru care nimic nu era mai greu decât un act de voință. În fapt, pentru a-i îndepărta de la putere pe seniorii florii de crin, două forțe s-au unit: pe de o parte foștii consilieri ai lui Carol al V-lea, porecliți "Caraghioșii" (les Marmousets), pe de altă parte, fratele regelui, Ludovic I, Duce de Orléans.
"Caraghioșii" iau excelente măsuri financiare și administrative în timp ce Ludovic cu cheltuielile lui nebunești ruinează statul. În august 1392, totul se întrerupe din cauza nebuniei regelui, care izbucnește pe când el conducea o expediție împotriva Ducelui de Bretania.
În 1389, regele Richard al II-lea al Angliei ia în căsătorie pe fiica regelui, Isabela de Franța. Cei doi suverani s-au întâlnit la Ardres și, la 28 martie 1397, Brestul a fost înapoiat Franței. Totuși, în septembrie 1399 Richard al II-lea este obligat să abdice.
Nebunia regelui a transferat puterea în mâna fratelui său, Ludovic de Orléans, Filip de Burgundia și Jean de Berry. În 1404 moare Filip de Burgundia iar tronul statului burgund este preluat de fiul său, Ioan fără Frică, care încearcă să intervină și în treburile Franței. La 23 noiembrie 1407, Ducele de Orléans este ucis de oamenii Ducelui de Burgundia. Crima nu a stârnit nici o reacție din cauza proastei reputații de care se bucura Ducele de Orléans.

## Invazia engleză
După minuțioase pregătiri militare, la 12 august 1415, Henric al V-lea al Angliei își instalează tabăra pe podișul de la Sainte-Andresse; începe a doua parte a Războiului de O Sută de Ani. Franța este în plin război civil în timp ce Anglia este numai pândită de acest pericol.

La 22 septembrie, cetatea Harfleur capitulează în fața englezilor iar Henric se îndreaptă spre Calais. Are loc Bătălia de la Azincourt terminată cu victoria decisivă a englezilor. Henric se întoarce în Anglia și abia în 1417 revine în Franța pentru cucerirea regatului. În 1417 englezii cuceresc Normandia de jos aproape fără împotrivire. În iulie 1419 începe asediul orașului Rouen care, fără să primească ajutor, în cele din urmă a trebuit să se predea. În cursul anului 1419 cad ultimele citadele ale Normandiei. 

Stema lui Carol al VI-lea al Franței

La 22 mai 1420 se semnează Tratatul de la Troyes. Fiica lui Carol al VI-lea, Caterina, urma să ia în căsătorie pe Henric al V-lea. La moartea regelui Carol al VI-lea, regele Angliei sau urmașul său avea să devină de drept regele Franței. "Cele două coroane, a Franței și a Angliei, veșnic și pentru totdeauna vor rămâne unite și vor aparține unei aceleiași persoane, și anume fiul nostru regele Henric atâta timp cât va trăi și după el mai departe urmașilor săi." Delfinul Franței, Carol, este dezmoștenit iar în așteptarea morții regelui Carol al VI-lea, Henric este regent al Franței.
Henric al V-lea moare la Vincennes înaintea lui Carol al VI-lea, la 31 august 1422. Două luni mai târziu moare și Carol al VI-lea nu înainte de a specifica că Tratatul de la Troyes rămâne integral în picioare, adică urmașul Franței este fiul lui Henric al V-lea care se născuse la sfârșitul anului 1421.
Atât nepotul de un an al regelui, Henric al VI-lea al Angliei, cât și fiul său, Carol al VII-lea, au fost proclamați rege al Franței dar acesta din urmă a devenit conducătorul real, cu sprijinul Ioanei d'Arc.

## Probleme psihice
Cunoscut și ca Charles le Fou ("Carol cel Nebun"), regele avea probleme psihice serioase.
Se pare că suferea de schizofrenie paranoidă.
Una din cauze ar putea fi de natură genetică: mama sa, Jeanne de Bourbon, avusese, în 1373, timp de mai multe luni, un acces de nebunie. 
Printre bizareriile sale de comportament se poate menționa faptul că avea iluzia că este din sticlă, motiv pentru care hainele sale aveau cusute bare metalice pentru a-l proteja în cazul unei eventuale căderi.

## Căsătorie și copii
Carol al VI-lea s-a căsătorit cu Isabeau de Bavaria (ca. 1371 – 24 septembrie 1435) la 17 iulie 1385. Ei au avut 12 copii:
- Carol (n./d. 1386), Delfin
- Jeanne (1388–1390)
- Isabela (1389–1409) căsătorită cu Richard al II-lea al Angliei (1367–1400)
- Jeanne (1391–1433) căsătorită cu Ioan al VI-lea de Bretania (1389–1442)
- Carol (1392–1401), Delfin;
- Maria (1393–1438), călugăriță la Poissy
- Michelle (1395–1422) căsătorită cu Filip cel Bun (1396–1467)
- Ludovic  (1396–1415), Delfin, căsătorit cu Margareta de Burgundia
- Jean (1398–1417), Delfin, căsătorit cu Jacqueline, Contesă de Hainaut (1401–1436)
- Caterina (1401–1438), căsătorită cu Henric al V-lea al Angliei (1387–1422)
- Carol (1403–1461), rege al Franței, căsătorit cu Maria de Anjou (1404–1463)
- Philippe (n./d. 1407).

Cu metresa sa Odette de Champdivers a avut o fiică: Margareta bastardă a Franței (d. ca.1458).